# Fate: The Winx Saga
Fate: The Winx Saga is een dramaserie geïnspireerd op de animatieserie Winx Club, gecreëerd door Iginio Straffi. De serie is geproduceerd door Archery Pictures in samenwerking met Rainbow. Fate is bedacht door Brian Young. Het eerste seizoen ging in première op 22 januari 2021. De serie is te zien op Netflix.
Iginio Straffi benoemde eerder een live-action-serie over Winx Club in 2011, nadat Viacom (eigenaar van o.a. Nickelodeon) mede-eigenaar werd van zijn studio. Voordat hij toestemming gaf voor de serie, deed Straffi ervaring op als producer voor Nickelodeons Club 57.

## Cast

### Hoofdpersonages
- Abigail Cowen als Bloom, een 16-jarige vuurfee die opgroeide op Aarde. Ze is eerstejaarsstudent op Alfea, en kamergenoot van Aisha.
- Hannah van der Westhuysen als Stella, een stijlvolle lichtfee en de prinses van Solaria. Anders dan haar kamergenoten is ze een tweedejaarsstudent.
- Precious Mustapha als Aisha, een atletische waterfee. Ze is een eerstejaarsstudent en Blooms kamergenoot.
- Eliot Salt als Terra Harvey, een aardfee en Sams zus. Ze groeide op in Alfea, en is het kamergenootje van Musa.
- Elisha Applebaum als Musa, een gedachtenfee die emoties van anderen voelt. Ze is een eerstejaarsstudent en Terra's kamergenoot.
- Paulina Cháves als Flora, een aardfee en Terra's nicht.
- Danny Griffin als Sky, Stella's ex-vriend en de zoon van de gevierde oorlogsheld Andreas van Eraklyon. Hij is opgevoed door Silva en is tweedejaars specialiststudent.
- Sadie Soverall als Beatrix, een luchtfee die elektriciteit kan manipuleren. Ze is een eerstejaarsstudent, en geïnteresseerd in Alfea’s duistere verleden.
- Freddie Thorp als Riven, tweedejaars specialist student en Sky's beste vriend. Hij heeft een romantische relatie met Beatrix.
- Robert James-Collier als Saul Silva, de verdedigingsinstructeur van Alfea, en Sky zijn voogd. Hij was de beste vriend van Sky's vader.
- Eve Best als Farah Dowling, directrice van Alfea.

### Terugkerende personages
- Theo Graham als Dane, een eerstejaars specialist student, die omgaat met Terra, Riven en Beatrix. Hij is verliefd op zowel Riven als Beatrix.
- Jacob Dudman als Sam Harvey, een aardfee en Terra's broer. Hij kan door muren en objecten lopen. Hij date met Musa.
- Alex Macqueen als Ben Harvey, de vader van Terra en Sam, en de botanische leraar op Alfea.
- Harry Michell als Callum, Dowlings assistent.
- Lesley Sharp als Rosalind, de vorige directrice van Alfea.
- Kate Fleetwood als koningin Luna, Stella's moeder en koningin van Solaria.

## Afleveringen
| seizoen | aflevering | titel                                  | regisseur           | geschreven door             | uitgekomen op     |
| ------- | ---------- | -------------------------------------- | ------------------- | --------------------------- | ----------------- |
| 1       | 1          | "To the Waters and the Wild"           | Lisa James Larsson  | Brian Young                 | 22 januari 2021   |
| 1       | 2          | "No Strangers Here"                    | Lisa James Larsson  | Speed Weed                  | 22 januari 2021   |
| 1       | 3          | "Heavy Mortal Hopes"                   | Hannah Quinn        | Victoria Bata               | 22 januari 2021   |
| 1       | 4          | "Some Wrecked Angel"                   | Hannah Quinn        | Niceole R. Levy             | 22 januari 2021   |
| 1       | 5          | "Wither Into the Truth"                | Stephen Woolfenden  | Victoria Bata, Sarah Hooper | 22 januari 2021   |
| 1       | 6          | "A Fanatic Heart"                      | Stephen Wooldfenden | Brian Young                 | 22 januari 2021   |
| 2       | 1          | "Low-Flying Panic Attack"              | Ed Bazalgette       | Brian Young                 | 16 september 2022 |
| 2       | 2          | "Taken by the Wind"                    | Ed Bazalgette       | Victoria Bata               | 16 september 2022 |
| 2       | 3          | "Your Newfound Popularity"             | Sallie Aprahamian   | Amanda Rosenberg            | 16 september 2022 |
| 2       | 4          | "An Hour Before the Devil Fell"        | Ed Bazalgette       | Talia Gonzalez              | 16 september 2022 |
| 2       | 5          | "Are You a Good Witch or a Bad Witch?" | Sallie Aprahamian   | Vanessa James Benton        | 16 september 2022 |
| 2       | 6          | "Poor Unfortunate Souls"               | David Moore         | Shaina Fewell               | 16 september 2022 |
| 2       | 7          | "All the Wild Witches"                 | David Moore         | Gregory Locklear            | 16 september 2022 |

## Boeken
Op 2 februari 2021 kwam een novelisatie van seizoen 1, The Fairies' Path, uit.
Op 16 augustus 2022 kwam Lighting the Fire uit. Dit boek speelt zich af voor seizoen 1.

## Gecancelled
Op 1 November 2022 werd Fate: The Winx Saga gecancelled.